# Abbaye de Mount Saint Bernard
L’abbaye de Mount Saint Bernard est la seule abbaye trappiste en activité de toute l'Angleterre. Elle est située dans la paroisse civile de Charley (Leicestershire), près de Coalville.
Fondée en 1835 grâce au don d'un mécène, elle se développe assez difficilement au XIXe siècle, avant de connaître une période de prospérité au début du XXe. Elle est notamment connue pour sa bière trappiste, la Tynt Meadow, lancée en 2018.

## Histoire

### Fondation
La fondation de l'abbaye de Mount Saint Bernard est rendue possible grâce au mécénat d'Ambrose Phillipps de Lisle, qui achète 222 acres, soit 89 hectares, de terres situées dans la forêt de Charnwood, majoritairement incultes. Dès la fin de l'année 1835, Odilo Woolfrey et six moines trappistes sont présents sur place, vivant aux débuts dans un petit cottage, jusqu'à la construction des premiers bâtiments, qui s'effectue sous la maîtrise d'ouvrage de l'architecte Augustus Pugin. La chapelle tenant lieu d'abbatiale est consacrée dès 1837 par Thomas Walsh (en), vicaire apostolique des Midlands (en).

### Développement

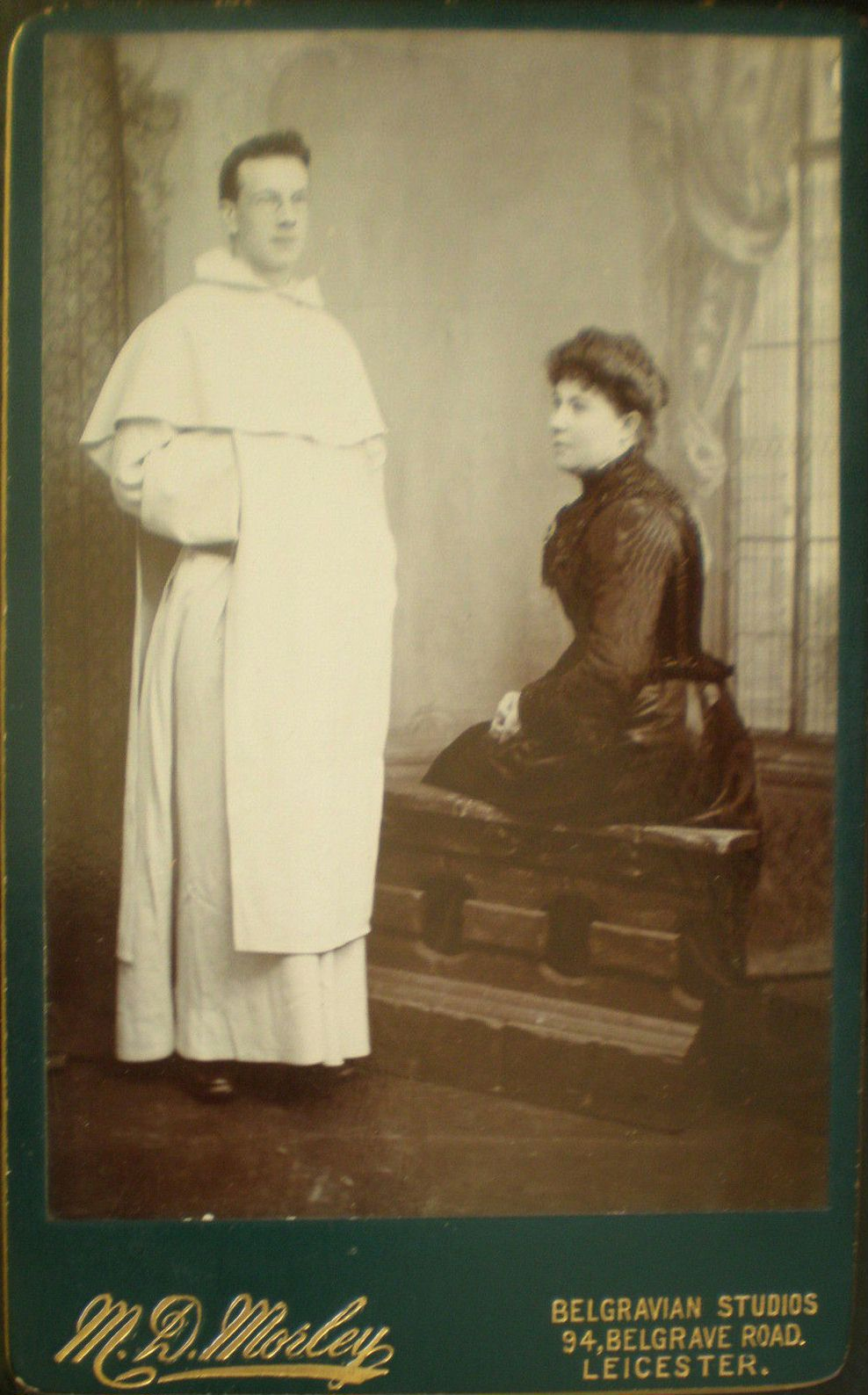
Un novice de l'abbaye aux côtés de sa mère dans les années 1890.

Dès 1846, l'abbaye compte plus de trente moines ; ils participent à la construction du monastère, tout en mettant en parallèle les terres environnantes en culture. En 1848, le monastère est canoniquement érigé en abbaye, et cette dernière est officiellement intégrée à la congrégation de la Stricte Observance dès l'année suivante. Toutefois, des dissensions internes existent, et l'abbé Bernard Burder, élu en 1853, doit démissionner en 1858 ; sous l'abbatiat de son successeur Bartholomew Anderson, de nombreux travaux, notamment ceux de la salle capitulaire, sont menés à leur terme, conduits par Edward Welby Pugin, le fils d'Augustus. Toutefois, Mount Saint Bernard souffre de problèmes financiers et d'un recrutement insuffisant,.
Sous l'abbatiat de Louis Carew, de 1910 à 1927, la situation financière de l'abbaye s'améliore considérablement ; sous celui de Celsus O'Connell, la communauté s'agrandit considérablement, jusqu'à atteindre le nombre de 70 moines ; l'église abbatiale est en conséquence fortement agrandie entre 1935 et 1939 par l'architecte Albert Herbert : l'ancienne chapelle devient le chœur du nouvel édifice ; une nef, les deux bras d'un transept et une tour-clocher dominant la croisée du transept sont en conséquence ajoutés. À cause de la Seconde Guerre mondiale, l'église n'est toutefois consacrée qu'en 1945 par Edward Ellis (en).
Dans les années 1970, l'hôtellerie est à nouveau agrandie.

### Liste des abbés
- Odilo Woolfrey, supérieur de 1835 à 1839
- Benedict Johnson, supérieur de septembre 1839 à 1841
- Bernard Palmer, supérieur de 1841 à 1849 puis abbé du 18 février 1849 au 10 novembre 1852
- Bartholomew Anderson, supérieur provisoire du 25 mars 1859 au 1er janvier 1863 puis abbé jusqu'au 2 mars 1890
- Wilfrid Hipwood, abbé du 20 août 1890 au 20 février 1910
- Louis Carew, supérieur provisoire du 4 juin 1910 au 2 juin 1927
- Celsus O’Connell, supérieur ad nutum de 1927 au 19 septembre 1929 puis abbé jusqu'au 1er mai 1933
- Malachy Brasil, abbé du 17 juillet 1933 au 12 mai 1959
- Ambrose Southey, abbé du9 juillet 1959 au 7 mai 1974
- Cyril Bunce, abbé du 7 juin 1974 au 7 juin 1980
- John Moakler, supérieur ad nutum du 10 juin 1980 au 4 février 1982 puis abbé jusqu'au 1er mai 2001
- Joseph Delargy, abbé du 11 juin 2001 au 11 juin 2013
- Erik Varden, supérieur ad nutum de 2013 à 2015, puis abbé[1]. Il est nommé évêque de Trondheim, (Norvège), le 1er octobre 2019.
- Joseph Delargy, réélu abbé de 2020 à 2022.
- Peter Claver Craddy, supérieur depuis 2022

## Architecture

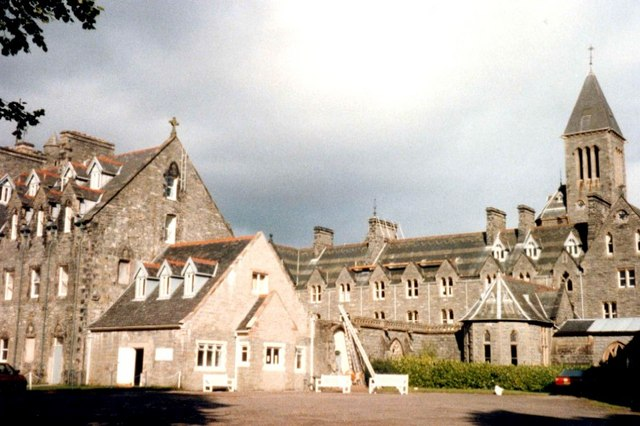
Les bâtiments des moines.

Les bâtiments utilisent le granite local et les toits sont en ardoise de Swithland. L'abbaye est construite autour de quatre cours alignes d'ouest en est et placées au sud de l'église abbatiale. L'hôtellerie est située à l'extrémité occidentale et les bâtiments de la ferme à l'extrémité orientale. Le cloître originel  est situé au centre de l'abbaye, au sud du chœur de l'église. Le plan s'inspire de celui de l'abbaye de Waverley, première fondation cistercienne des Îles britanniques.
Augustus Pugin a réalisé le l'église originelle, actuel chœur, qui compte sept travées ornées chacune d'une verrière en lancette, la façade ouest comptant également trois lancettes. La nef de cinq travées, ajoutée dans les années 1930, adopte le même style que le chœur. Les travées des transepts sont ornées de deux lancettes chacune, et les pignons latéraux en accueillent trois.
Augustus Pugin a également dessiné les travées du cloître et la grande salle centrale de l'hôtellerie entre 1839 et 1844 ; dans les années 1840-1860, Edward Welby Pugin construit la salle capitulaire de forme octogonale (depuis convertie en bibliothèque), les baies latérales de la maison d'hôtes, l'hospice et le bâtiment reliant l'hôtellerie au monastère. Le clocher est ajouté en 1871.
Les stalles du chœur sont l'œuvre d'Eric Gillen 1938, mais l'ornementation est le fait d'un des moines, le père O'Malley
Depuis le 16 janvier 1989, l'abbaye est un Monument classé de grade II.

## Activités économiques

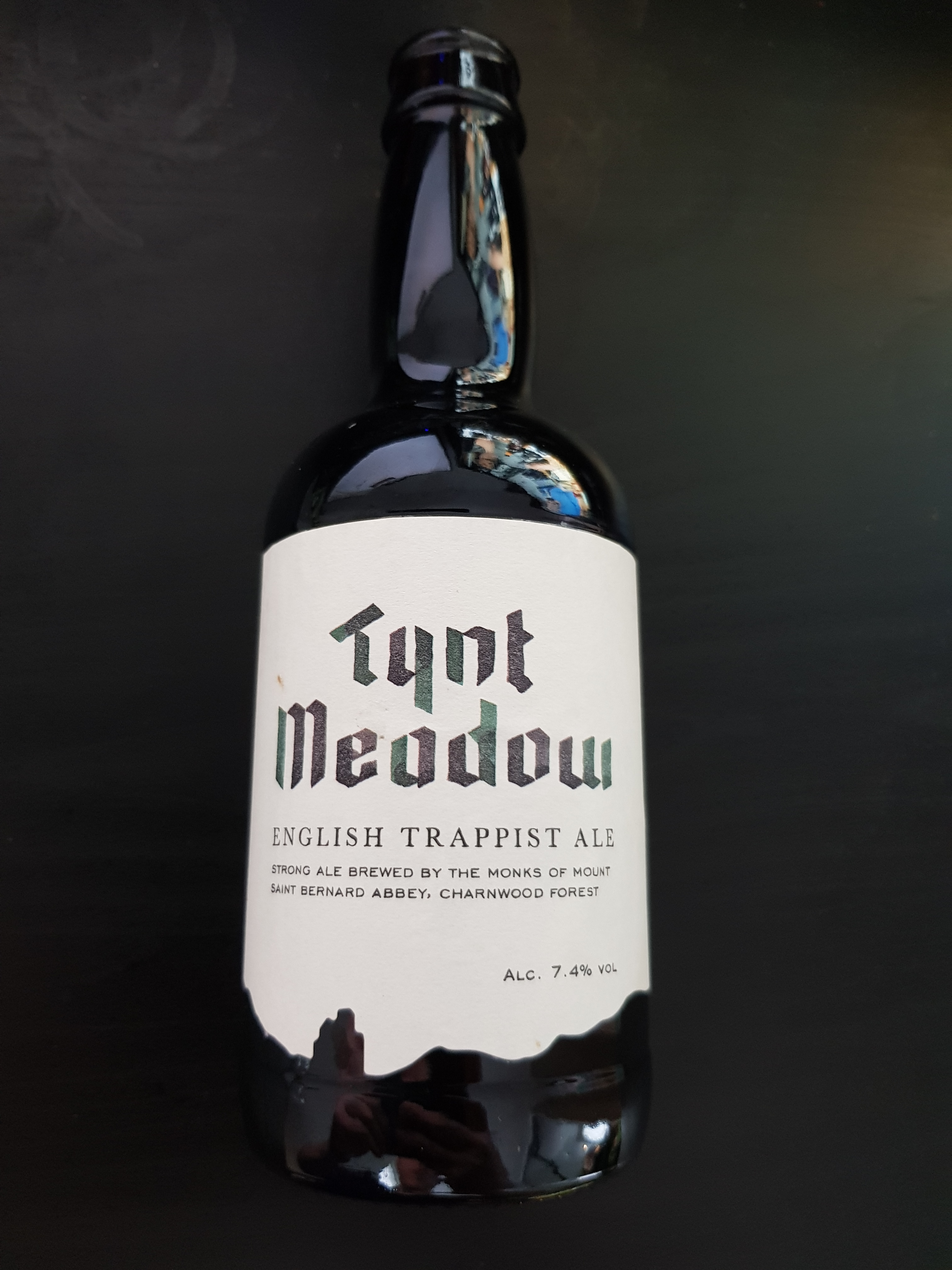
La Tynt Meadow brassée à Mount Saint Bernard depuis 2018.

L'abbaye vit notamment de l'agriculture, principale activité de l'abbaye, de la menuiserie, de la poterie, de la reliure, de la fabrication de bougies ou de chapelets, de cartes de vœux, tous ces produits étant ensuite vendus au magasin monastique. L'élevage laitier a dû être arrêté en 2013 du fait de la baisse du prix de vente.
Pour répondre à ce manque à gagner, la communauté de Mount Saint Bernard se lance dans le brassage d'une bière trappiste, la Tynt Meadow English Trappist Ale. Grâce aux conseils des moines de Norcia, Saint-Wandrille et Zundert, une production artisanale se lance. Les moines déménagent le réfectoire, la cuisine et la buanderie afin de réaménager ces locaux en brasserie.